# Waterloo (Nebraska)
Waterloo é uma vila localizada no estado americano de Nebraska, no Condado de Douglas.

## Demografia
Segundo o censo americano de 2000, a sua população era de 459 habitantes.
Em 2006, foi estimada uma população de 771, um aumento de 312 (68.0%).

## Geografia
De acordo com o United States Census Bureau, a localidade tem uma área de 0,9 km², sem área coberta por água.

## Localidades na vizinhança
O diagrama seguinte representa as localidades num raio de 16 km ao redor de Waterloo.